# Ceratitis grahami
Ceratitis grahami är en tvåvingeart som beskrevs av Munro 1935. Ceratitis grahami ingår i släktet Ceratitis och familjen borrflugor.
Artens utbredningsområde är Ghana. Inga underarter finns listade i Catalogue of Life.